# Sirksfelde
Sirksfelde là một đô thị thuộc huyện Herzogtum Lauenburg, bang Schleswig-Holstein, Đức.